# كارل ريتر فون غوبيل
كارل ريتر فون غوبيل (بالألمانية: Karl Ritter von Goebel)‏ (و. 1855 – 1932 م) هو عالم نبات، وأستاذ جامعي من ألمانيا .
وهو عضو في الجمعية الملكية، والأكاديمية الروسية للعلوم، والأكاديمية الملكية السويدية للعلوم، وأكاديمية العلوم في الاتحاد السوفياتي، والأكاديمية البروسية للعلوم .
توفي في ميونخ .

## التعليم
تعلم في جامعة توبنغن

## مناصب وهيئات
أدار جامعة لودفيش ماكسيميليان في ميونخ، وجامعة ماربورغ، وجامعة غرايفسفالت.

## جوائز
حصل على جوائز منها:
- Order of St. Michael
- Bavarian Maximilian Order for Science and Art.

## روابط خارجية
- كارل ريتر فون غوبيل على موقع الموسوعة البريطانية (الإنجليزية)